# Хуан Агустін Сеан Бермудес

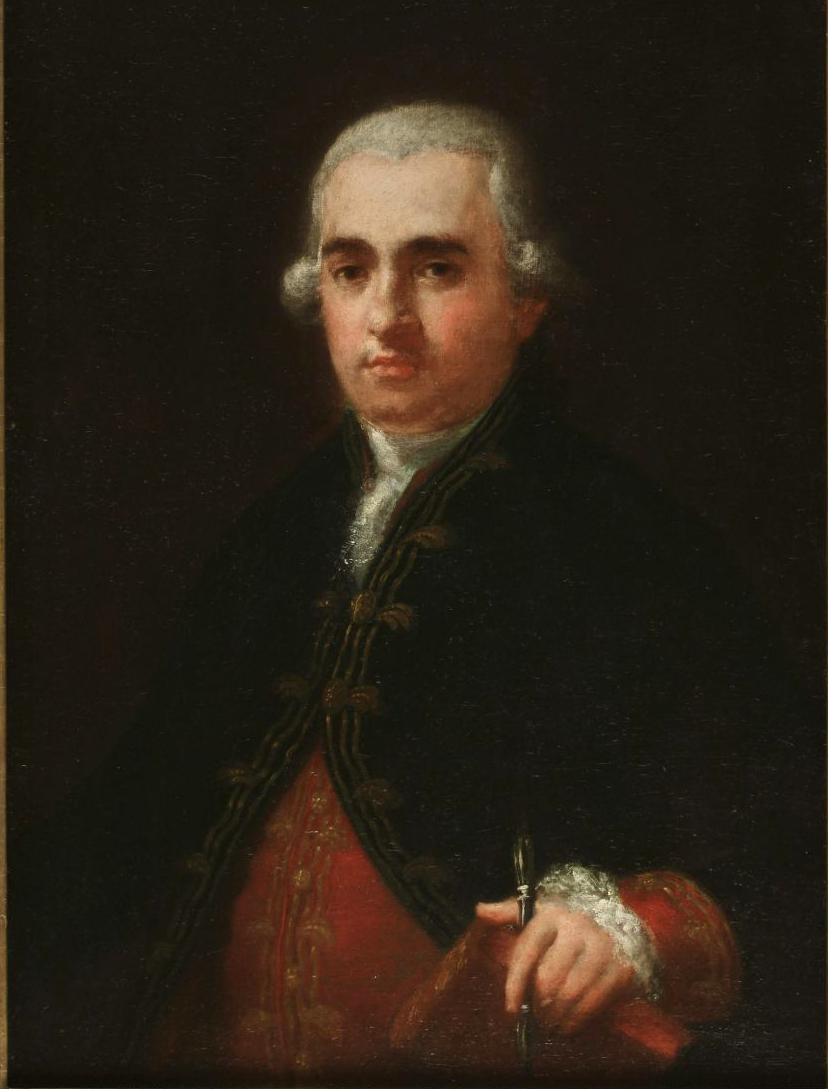
Сеан Бермудес, портрет Франсіска де Ґойї, 1785.

Хуан Агустін Сеан Бермудес (ісп. Juan Agustín Ceán Bermúdez; 17 вересня 1749, Хіхон — 3 грудня 1829, Мадрид) — іспанський художник, історик та критик мистецтва Просвітництва.
Походив зі звичайного роду. Був протеже Г. Ховельяноса (ісп. Gaspar Melchor de Jovellanos), на якого працював секретарем, перед тим як перейти до Франсіска Кабарруса. Саме завдяки останньому познайомився з Леонардом Фернандесом де Моратіном, з яким у нього зав'язалася велика дружба.
У 1791 році йому доручено впорядкувати Головний Архів Індій. Пізніше, завдяки заступництву Ховейяноса, був обраний чиновником у секретаріат Комітету Справ і Юстиції Індій. В 1800 опублікував свою найбільшу працю «Історичний словник найвизначніших майстрів художніх мистецтв Іспанії (ісп. Diccionario histórico de los más ilustres profesores de las Bellas Artes en España)». У 1814 році видав фундаментальну біографію Ховейяноса, з яким був знайомий особисто.
Був членом Королівської Академії мистецтв Сан Фернандо, друг Франсіска де Ґойї, який виконав його портрет.

## Твори
- Історичний словник найвизначніших майстрів художніх мистецтв Іспанії (Diccionario histórico de los más ilustres profesores de las bellas artes en España), Мадрид, 1800, 6 т.;
- Художній опис Катедри Севільї (Descripción artística de la Catedral de Sevilla), Севілья, 1804;
- Замітка про стиль та смаки художників севільської школи (Carta sobre el estilo y gusto en la pintura de la escuela sevillana), Кадіс, 1806;
- Мемуари про життя вельможного сеньйора Ґаспара Мельчора де Ховейяноса, та аналітичні замітки про його роботи (Memorias para la vida del excmo. señor D. Gaspar Melchor de Jovellanos, y noticias analíticas de sus obras), Севілья, 1819;
- Діалог про мистецтво живопису (Diálogo sobre el arte de la pintura), Севілья, 1819;
- Записки про архітекторів та архітектуру Іспанії (Noticias de los arquitectos y arquitectura de España), Мадрид, 1829, 4 т.;
- Перелік римських старожитностей в Іспанії, особливо предметів образотворчого мистецтва (Sumario de las antigüedades romanas que hay en España, en especial las referentes a las Bellas Artes), Мадрид, 1832, посмертне видання;
- Історія Живопису (Historia del Arte de la Pintura), невидана праця, одинадцять томів рукопису знаходяться у Королівській Академії мистецтв Сан Фернандо.